# Stones in My Passway
Stones in My Passway ist ein Blues-Standard des US-amerikanischen Blues-Musikers Robert Johnson. Er nahm den Titel am 19. Juni 1937 im Rahmen seiner letzten Aufnahmesession mit dem Produzenten Don Law in Dallas, Texas auf. Veröffentlicht wurde seine Originalversion 1937 auf einer 10"-Schallplatte unter dem Plattenlabel Vocalion Records (Nummer: 03723).

## Rezeption
Der US-amerikanische Musikjournalist und Autor Greil Marcus beschrieb Stones in My Passway als ein Lied „über einen Mann, der früher über andere Seelen herrschen wollte, aber nun zugeben muss, dass er die Kontrolle über seinen eigenen Körper verloren hat und sehr genau erkennen kann, dass ein Desaster der einzige Ausweg für seine verlorene Kontrolle sei […]“. Der englische Kritiker Charles Shaar Murray bezeichnete den Bluessong als einen von „Johnsons absoluten Meisterwerken“. Thomas Ward von Allmusic meint, dass dem Stück „Emotion fehle“ und es nicht zu den besten Stücken des Musikers gehöre. Jedoch sei sein Gitarrenspiel „selbstbewusst und inspirierend“.

## Coverversionen
Stones in My Passway hatte der amerikanische Bluesbarde Homesick James im Repertoire. Er interpretierte den Song 1964 auf seinem Album Blues on the South Side.
Die britische Indie-Band The Weather Prophets stellte den Song auf ihrem Album Diesel River 1986 vor. Die amerikanische Bluesmusikerin Zakiya Hooker, Tochter von John Lee Hooker, nahm den Titel 1996 auf. Im Jahr 2001 spielte der britische Bluesmusiker Peter Green mit seiner Splinter Group alle Johnson-Titel ein, darunter auch Stones in My Passway. 2003 stellte John Mellencamp Johnsons Klassiker auf seinem Album Trouble No More vor.
Der britische Rockmusiker Eric Clapton nahm eine Version des Titels für sein 2004 erschienenes Album Sessions for Robert J auf. Dabei nutzte er eine Akustikgitarre und die Slidetechnik. Vor der Aufnahme sprach Clapton über den Einfluss, den Johnson auf seine Musik habe und erklärte, wie schwer es sei, Stones in My Passway gleichzeitig zu spielen und zu singen. 2012 coverte der US-amerikanische Blues-Musiker Joe Bonamassa den Song. 2016 coverte Clapton das Lied erneut für sein Studioalbum I Still Do.